# Maechidius pygidialis
Maechidius pygidialis är en skalbaggsart som beskrevs av Britton 1957. Maechidius pygidialis ingår i släktet Maechidius och familjen Melolonthidae. Inga underarter finns listade i Catalogue of Life.